# 한국환경한림원
한국환경한림원(韓國環境翰林院, Korea Academy of Environmental Science ; 환경한림원 또는 KAES)은 환경보전에 현저한 기여를 한 우수환경인을 발굴·우대하고 환경분야 학술연구와 지원사업 및 국제교류를 행함으로써 환경을 보전하고 지속가능한 국가발전에 이바지하기 위하여 설립된 사단법인이다. 2012년부터 환경리더스포럼을 개최하고 있다. 서울특별시 강남구 삼성로 438 도화타워 20층에 있다.

## 연혁
- 2007년 10월      일사회[6] 발전방안으로 환경분야 한림원 필요성 논의[7]
- 2009년 2월      한국환경한림원 창립추진위원회 구성
- 2011년 7월 8일 한국환경한림원 발기인대회 개최[8]
- 2011년 11월 24일 한국환경한림원 창립총회. 초대 곽영필 이사장 및 초대 이상은 회장 취임[9][10]
- 2011년 12월 20일 사단법인 등록 (환경부)
- 2012년 1월 9일 한국환경한림원 현판식

## 주요 업무
- 회원 간 전문 식견의 교류를 추진하고, 환경을 개선하기 위한 진흥사업
- 우수 환경인들의 사회적 지위 향상을 위한 지원사업
- 환경과 관련된 중요 정책 제언, 국가적 조사연구 및 교육
- 산·학·연 간 다양한 협력 네트워크를 구축하기 위한 협력사업
- 기타 환경한림원의 목적을 달성하기 위해 필요한 사업

## 조직

### 부회장
| - 정책분과위원회 - 이학분과위원회 - 공학분과위원회 - 인문사회과학분과위원회 - 생태보건분과위원회 | - 기획사업위원회 - 학술위원회 - 회원관리위원회 - 재정위원회 - 홍보협력위원회 - 출판위원회 | - 기후변화특별위원회 - 환경리더스포럼운영위원회 |

## 같이 보기
- 한국과학기술한림원
- 한국공학한림원
- 대한민국의학한림원
- 한국환경정책·평가연구원